# 1634
Cette page concerne l'année 1634  du calendrier grégorien.
L'année 1634 est une année commune qui commence un dimanche.

## Événements
- Mars : révolte des janissaires à Alep[1].
- 4 juillet : fondation de Trois-Rivières par Laviolette au Canada[2].
- Après le 7 juillet : l'explorateur français Jean Nicolet explore le lac Michigan et le territoire du Wisconsin (Il est à Québec le 15 août 1635[3].
- 28 juillet : les Néerlandais prennent Curaçao dans les Antilles[4]. Il y exploitent des dépôts salins naturels. L’île, fortifiée, devient la base de la Compagnie néerlandaise des Indes occidentales et de la contrebande avec les colonies espagnoles. Bonaire et Aruba passent aussi aux mains des Néerlandais[5].
- Novembre : ordonnance du sultan ottoman Murat IV proscrivant la consommation de vin sous peine de mort[6].

- Erdeni Batur, issu du clan des Tchoros, se fait proclamer empereur de Dzoungarie (fin en 1665) et fonde un nouvel empire oïrat disposant d’une grande force militaire[7].
- Mise au pas de la noblesse japonaise, dont la vie quotidienne est réglementée par l'édit de Sankin-kōtai, sous le shogunat de Iemitsu Tokugawa[8].

- Établissement français à Cayenne[9].

### Europe
- 5 janvier, Pilsen : Wallenstein refuse d'envoyer à l'infant don Fernando, gouverneur des Pays-Bas, un secours de six mille hommes[10].
- 12 janvier : banquet de Pilsen où les officiers de Wallenstein signent un acte de fidélité absolu, considéré comme la preuve qu'il incite ses hommes à désobéir aux ordres impériaux[10].
- 17 janvier : constitution d’un Conseil de Régence dominée par l’aristocratie et le clan Oxenstierna en Suède. Le 29 juillet, une nouvelle constitution est adoptée ( 1634 års regeringsform)[11].

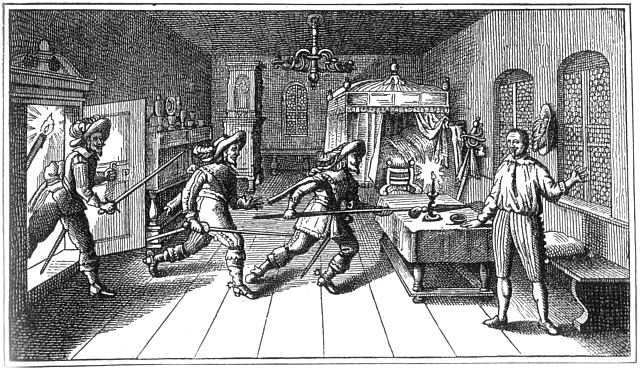
25 février : assassinat de Wallenstein

- 25 février : l'empereur Ferdinand II accuse son général en chef Wallenstein de trahison et le fait assassiner à Egra par ses officiers[12]. Ses lieutenants Gallas et Piccolomini lui succèdent.

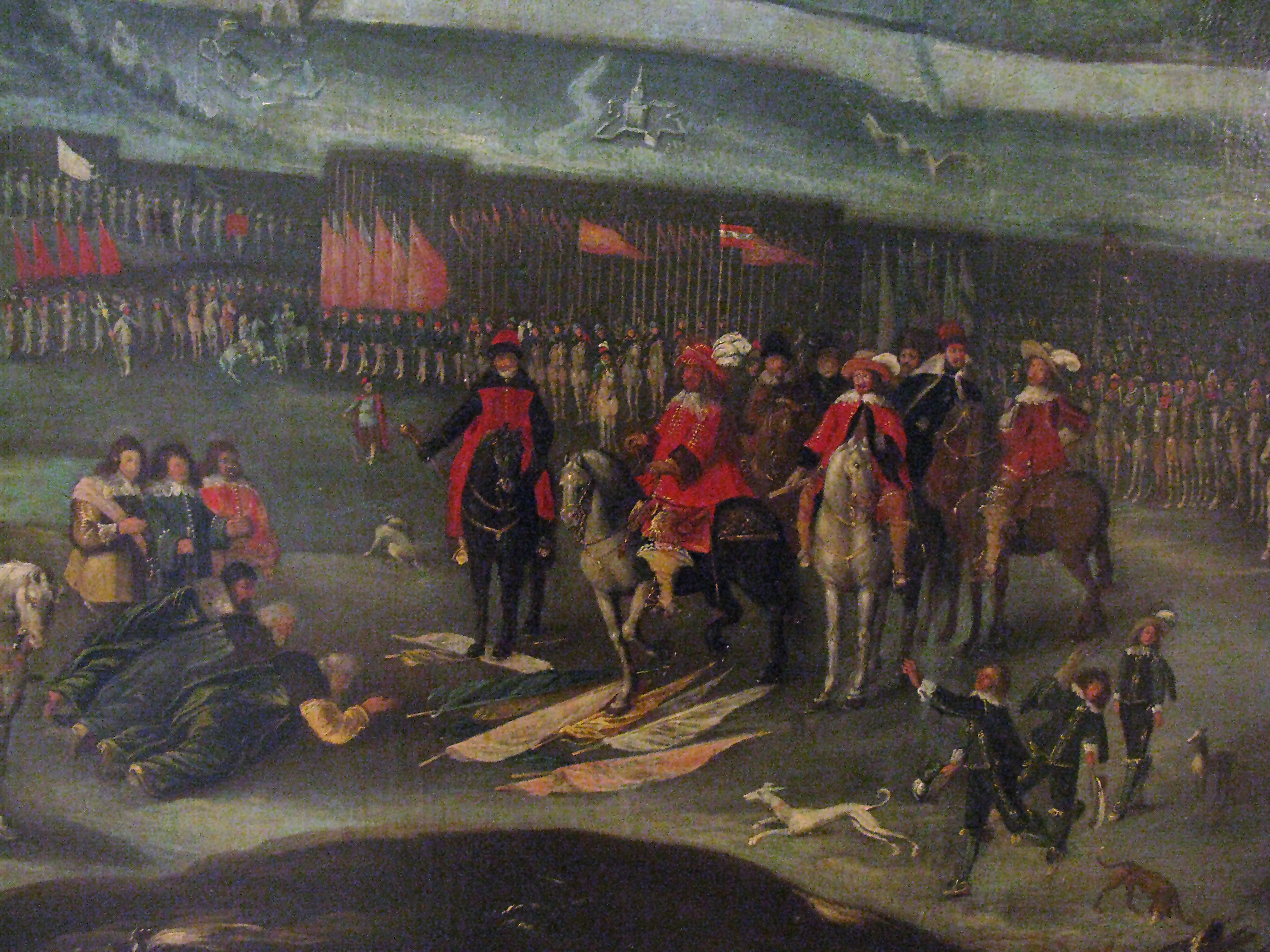
: capitulation de Smolensk.

- 1er mars : capitulation russe dans la campagne de Smolensk[13].
- 2 mars : victoire des Suédois sur les Impériaux et les Lorrains à Wattwiller, dans la plaine de Cernay, en Alsace. Mercy  et le comte de Salm sont faits prisonniers[14].
- 10 mars : le rhingrave Othon s’empare de Fribourg-en-Brisgau et de Thann, où il bat le marquis de Bade[15].
- Mars : L'électeur de Bavière entre en campagne[10].

- 7 avril : assemblée de Francfort convoquée par Oxenstierna pour délibérer sur la poursuite de la guerre (fin le 13 septembre)[10].
- 8 avril : le Sultan ottoman déclare la guerre à la Pologne[6].
- 15 avril : traité d'alliance et de subsides, signé à La Haye, entre la France et les Provinces-Unies[16].
- 22 avril : le Brandebourg exige l'évacuation du duché de Poméranie par la Suède[12].
- Avril : Basile le Loup devient voïévode de Moldavie (fin en 1653)[17].

- 1er juin : Ferdinand III de Hongrie, qui a pris le commandement de l'armée impériale, assiège Ratisbonne avec Maximilien de Bavière et le duc de Lorraine ; Bernard de Saxe-Weimar tente vainement de secourir la ville[10].
- 5 juin-26 juillet : siège et prise de La Mothe par le maréchal de La Force[15].
- 14 juin : traité de Polanów. Paix perpétuelle entre la Russie et la Pologne. Ladislas Vasa, bien que victorieux, n’obtient que le statu quo territorial et renonce définitivement à devenir tsar[18].

- 25 juillet : les Suédois de Baner et les Saxons d'Arnim, qui ont envahi la Bohême, menacent Prague, puis se retirent après la capitulation de Ratisbonne[10].
- 28 juillet : Capitulation de Ratisbonne[10].

- 17 août : Ferdinand III de Hongrie assiège Nördlingen[10].
- 26 août : traité entre Louis XIII, la Suède et les États évangéliques (Rhin, Franconie et Souabe) pour le dépôt de la forteresse de Philippsbourg[19].

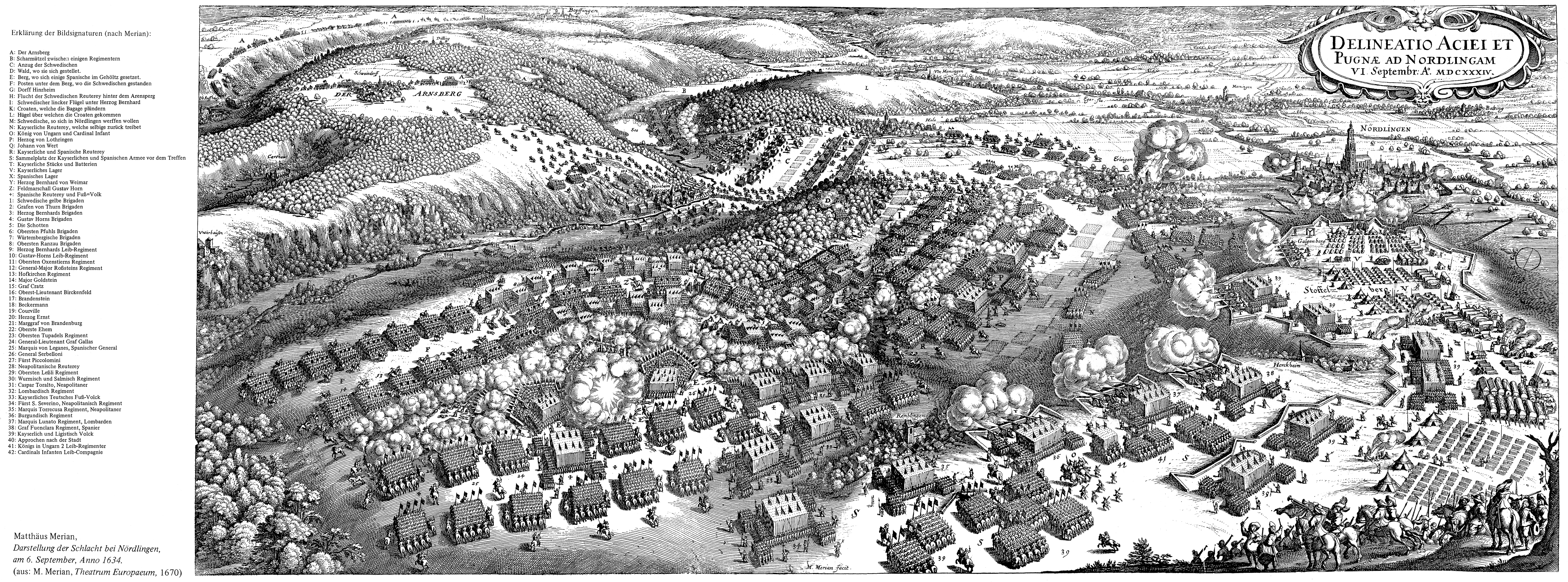
5-6 septembre : bataille de Nördlingen

- 5-6 septembre : victoire des Impériaux de Gallas et de Ferdinand III de Hongrie sur les Suédois de Gustaf Horn et les luthériens de Bernard de Saxe-Weimar à la bataille de Nördlingen[12]. Horn est fait prisonnier. Bernard de Saxe-Weimar se retire en Wurtemberg, où il est poursuivi par les Impériaux[10].
- 11 septembre : avis au Roi de Richelieu, qui après Nördlingen veut sauver le parti protestant contre l’empereur et l’Espagne[20].
- 13 septembre : l'assemblée de Francfort se dissout après Nördlingen pour laisser la place à un conseil de l'Union, qui nomme Bernard de Saxe-Weimar général en chef ; la France, représentée par Feuquières supplante la Suède dans la conduite de la guerre en Allemagne[10].
- 14 septembre : les Français occupent Philippsbourg[10].
- 20 septembre : traité de confédération de Francfort entre Louis XIII et les États évangéliques[21].
- 21 septembre : les Impériaux entrent à Stuttgart[10].

- 1er octobre : les Impériaux prennent Heilbronn[10].
- 9 octobre : traité entre Louis XIII et la Suède « pour les places d’Alsace »[22].
- 11-12 octobre : inondation catastrophique (« Mandränke ») causée par la mer du Nord en Nordfriesland, au Schleswig-Holstein[23].
- Octobre : Le Sultan ottoman ratifie un traité de paix avec la Pologne, négocié par son ambassadeur Schahinaga[6]. Reconnaissance par les Turcs du protectorat polonais sur la Moldavie et libre circulation sur le Dniestr[22].
- 20 octobre : publication de l'ordonnance pour la levée du ship money en Angleterre, applicable le 1er mars 1635[24]. Elle entraîne des querelles locales liées à sa répartition. Le ship money est une charge des ports maritime à l’égard du roi consistant, en cas de guerre, à équiper un certain nombre de bateaux ou à en verser l’équivalent en espèces. Il est étendu à tout le royaume comme contribution de guerre.
- 1er novembre : 
  - traité de « confédération entre Louis XIII et autres princes d’Allemagne » à Paris[12].
  - les Français occupent Colmar[25].
- 16 novembre : Werth assiège Heidelberg mais doit se retirer à l'approche des Français du duc de La Force et du marquis de Brézé (22-23 décembre)[10].
- 24 novembre : l’empereur Ferdinand II signe avec l’électeur Jean-Georges Ier de Saxe les préliminaires de Pirna[10].
- 2 décembre : assemblée de l'Union évangélique à Worms (fin le 30 mars 1635) ; elle approuve le traité de Paris, que Oxenstierna refuse[10].

## Naissances en 1634
- ? janvier : Nicolas Maes, peintre néerlandais († 24 décembre 1693).
- ? février : Jacob Ochtervelt, peintre néerlandais († 1682).
- 4 mars : Kazimierz Łyszczyński, philosophe et aristocrate polonais († 30 mars 1689).
- 12 mars : Cornelis Kick, peintre néerlandais († 12 juin 1681).
- 18 mars : Mme de La Fayette, femme de lettres française († 25 mai 1693).
- 8 juin : Heinrich Rixner, théologien protestant allemand, professeur à l'université d'Helmstedt, pasteur surintendant de la principauté d'Halberstadt († 16 décembre 1692).
- 20 juin : Charles-Emmanuel II de Savoie, duc de Savoie et prince de Piémont († 12 juin 1675).
- 14 août : Adam Colonia, peintre néerlandais († 10 septembre 1685).
- 29 septembre : Giuseppe Zanatta, peintre baroque italien († 1720).
- ? octobre : Jacob Levecq, peintre néerlandais  († août 1675).
- 6 novembre : Giuseppe Ghezzi, peintre baroque italien († 1721).
- Date précise inconnue :
  - François Martin, gouverneur de Pondichéry († 31 décembre 1706).
  - Giuseppe Maria Mitelli, peintre et graveur italien († 8 février 1718).

## Décès en 1634
- 17 janvier : Albert Szenczi Molnár,  pasteur calviniste, linguiste, philosophe, poète, écrivain religieux, traducteur et éditeur hongrois (° 30 août 1574).
- 25 janvier : Robert Ruffi, écrivain et poète de langue d'oc (° 1542).
- 27 janvier : Pierre Le Loyer, démonologue français (° 24 novembre 1550).
- 1er février : Thomas Crewe, homme politique anglais (° 3 avril 1564).
- 6 février : Floris van der Haer, ecclésiastique des Pays-Bas des Habsbourg et historien (° 1547).
- 15 février : Wilhelm Fabricius Hildanus, chirurgien allemand (° 25 juin 1560).
- 23 février : Ippolito Buzzi, sculpteur italien (° 2 février 1562).
- 25 février : Albrecht von Wallenstein, condottiere tchèque (° 24 septembre 1583).
- 25 mars : Jean Druys, prélat de l'ordre des Prémontrés (° 1568).
- 1er avril : Kabayama Hisataka, samouraï au service du clan Shimazu au début de l'époque d'Edo (° 1558).
- 22 avril : Richard Lovelace, 1er baron Lovelace, homme politique anglais (° 1564).
- 12 mai : George Chapman, poète et dramaturge anglais (° vers 1559).
- 15 mai : Hendrick Avercamp, peintre néerlandais (° 27 janvier 1585).
- 3 juin : Georges-Gustave de Palatinat-Veldenz, comte palatin de Palatinat-Veldenz (° 6 février 1564).
- 4 juin : Luca Antonio Virili, cardinal italien (° 1569).
- 20 juin : Nicolas Ager, botaniste français (° 1568).
- 25 juin : John Marston, dramaturge anglais (° 7 octobre 1576).
- 9 août : Pieter de Jode l'Ancien, graveur flamand (° 1570).
- 15 août : Johann Carolus, imprimeur et relieur alsacien (° 26 mars 1575).
- 18 août : Urbain Grandier, prêtre français (° vers 1590).
- 28 août : Mariano Valguarnera, humaniste et érudit italien (° 7 octobre 1564).
- 3 septembre : Edward Coke, jurisconsulte anglais (° 1er février 1552).
- 6 octobre : George Kirbye, compositeur anglais (° vers 1565).
- 30 octobre : György Káldy, prêtre jésuite hongrois (° 4 février 1573).
- 11 novembre : Louis de Cressolles, prêtre jésuite, écrivain néolatin, professeur de rhétorique (° 1568).
- 14 novembre : Sophie de Schleswig-Holstein-Gottorp, régente du duché de Mecklembourg-Schwerin (° 1er juin 1569).
- 23 novembre : Wenceslas Cobergher, peintre, graveur, architecte, ingénieur, numismate, archéologue et financier flamand (° [557 ou 1561).
- 8 décembre : Giacomo Mascardi, imprimeur-libraire et éditeur italien (° 1567).
- 15 décembre : Eugenio Cajés, peintre espagnol (° 1575).
- 19 décembre : Georges Chamberlain, prêtre catholique d'origine anglaise qui fut évêque d'Ypres (° 2 novembre 1576).
- 21 décembre : Hernando Arias de Saavedra, hidalgo, militaire, conquistador, colonisateur et explorateur espagnol (° 10 septembre 1561).
- 25 décembre : Lettice Knollys, aristocrate anglaise (° 8 novembre 1543).
- Date précise inconnue :
  - Adriano Banchieri, compositeur, théoricien de la musique et organiste italien (° 3 septembre 1568).
  - Benedetto Bandiera, peintre italien (° entre 1557 et 1560).
  - Bruscambille, comédien français (° 1575).
  - Cornelis Danckerts de Ry, architecte et sculpteur des Pays-Bas espagnols (° 1561).
  - Jérôme Dandini, jésuite italien (° 1554).
  - Angélique d'Estrées, religieuse française (° vers 1570).
  - Bedrich de Donin, noble, voyageur et écrivain bohémien (° 1574).
  - Gros-Guillaume, acteur français (° vers 1554).
  - Ligdan Khan, khan mongol de la tribu des Tchakhars (° 1558).
  - Hans Krumpper, sculpteur, stucateur, constructeur d'autel et architecte bavarois (° vers 1570).
  - Fabrizio Santafede, peintre baroque du maniérisme tardif italien (° 1560).
  - Taranatha, maître de l'école Jonang du bouddhisme tibétain (° 1575).
  - Paul Tossanus, ministre huguenot (° 1572).
  - Melchiorre Zoppio, médecin et homme de lettres italien (° vers 1544).
  - Jean Zuallart, mayeur (maire) d'Ath en Hainaut (° 1541).
  - Mario Zuccaro, médecin italien (° ?).